# Artavasdes IV av Armenien
Artavasdes IV av Armenien, död 6 e.Kr., var regerande kung av Armenien mellan 4 och 6 e.Kr. 